# Joachim Klemm
Joachim Klemm (* 1959 in Hameln) ist ein deutscher Klarinettist und Musikpädagoge.

## Leben
Klemm gewann 1975 den Ersten Preis beim Bundesmusikwettbewerb Jugend musiziert. Er studierte in Hannover zunächst Musikpädagogik bei Hans Deinzer und schloss das Studium mit dem Konzertexamen im Fach Klarinette ab. Er war Preisträger und Stipendiat des Deutschen Musikwettbewerbs in Bonn und Teilnehmer der 29. Bundesauswahl Konzerte Junger Künstler. Von 1986 bis 2002 war er stellvertretender Soloklarinettist der Nordwestdeutschen Philharmonie.
Seit 2002 ist Klemm Professor für Klarinette und Kammermusik an der Hochschule für Musik Carl Maria von Weber Dresden. Daneben unterrichtet er am Sächsischen Landesgymnasium für Musik Carl Maria von Weber und wirkt als Juror an den Landes- und Jugendwettbewerben „Jugend musiziert“ und internationalen Wettbewerben mit.
Als Solist trat Klemm mit verschiedenen Orchestern in Europa und Asien auf, wobei sein Repertoire von der Barock- bis zur zeitgenössischen Musik reicht. Mit dem Bläserensemble Sabine Meyer nahm er Mozarts Gran Partita auf, mit der Pianistin Marianne Wiemann-Liss Johannes Brahms’ Erste Violinsonate, Isang Yuns Komposition Riul und Claude Debussys Première Rhapsodie.